# 105 S
La Regia Nave 105 S è stata una torpediniera della Regia Marina italiana in servizio tra il 1888 e il 16 ottobre 1890, quando andò persa per naufragio nel canale di Piombino con tutto l'equipaggio.

## Storia
Verso la fine del XIX secolo la Regia Marina decise di rivolgersi al cantiere Schichau di Elbing, in Germania, considerato allora leader nella realizzazione di torpediniere, per rinnovare la propria linea di tali unità ordinandone la costruzione, sia al cantiere tedesco, che facendole costruire su licenza, di ben 93 unità. All'epoca della loro entrata in servizio, tra il 1886 e il 1895, vennero classificate come torpediniere d'alto mare, ma con l'aumento dei dislocamenti avvenuto nel corso degli anni furono riclassificate come torpediniere costiere di II classe. La costruzione della torpediniera 105 S fu ordinata al Cantiere navale Schichau di Elbing, e l'unità entrò in servizio il 27 gennaio 1888.

### Il naufragio

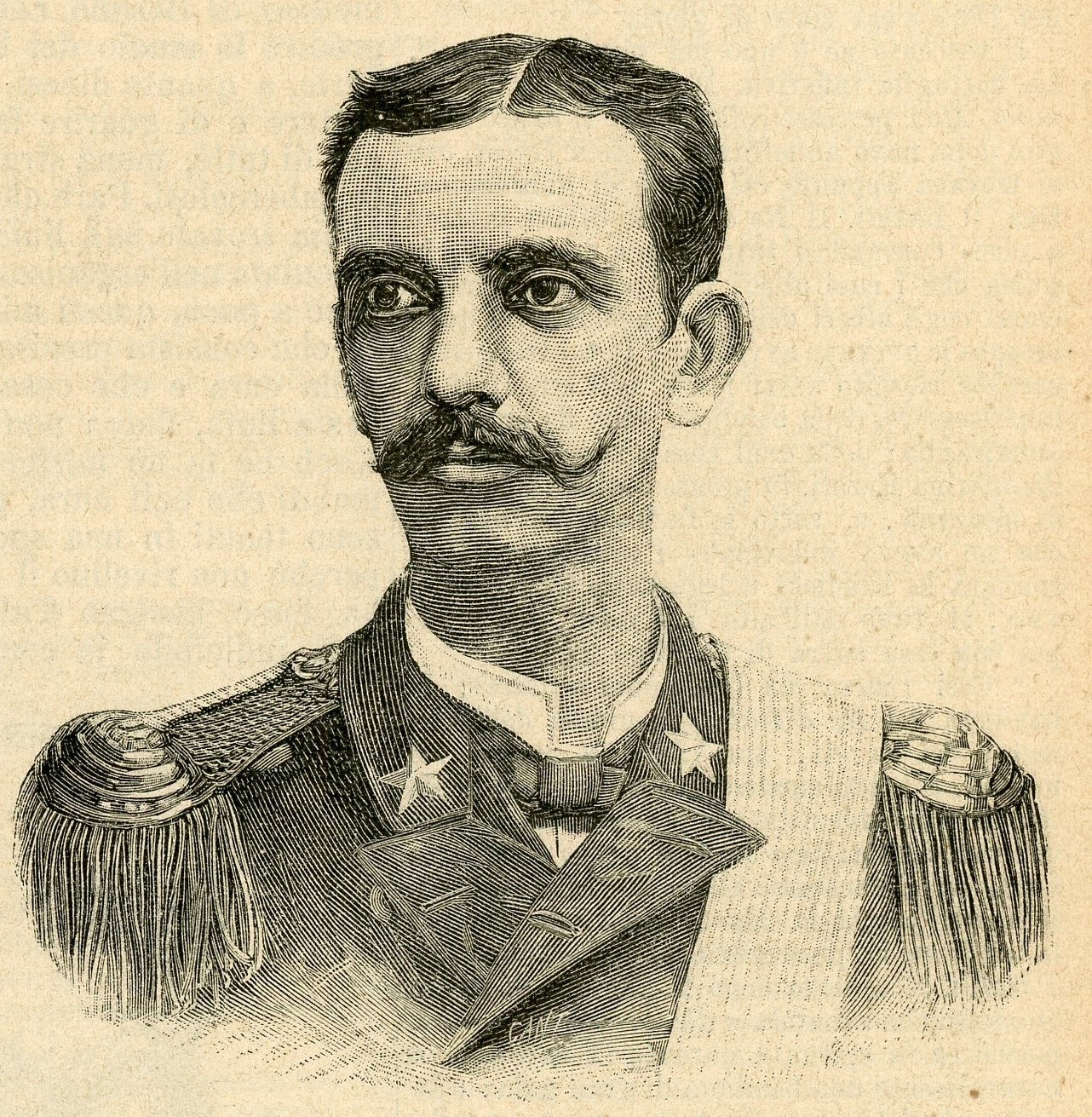
Il capitano Giovanni d'Agostino, comandante della torpediniera 105 S.

Il 16 ottobre 1890 la Squadra navale permanente comandata dal viceammiraglio Giuseppe Lovera di Maria, ultimate le prove di velocità massima a tiraggio naturale delle caldaie
ed andamento composito delle macchine, si avviava nel Canale di Piombino lasciando calma di mare e di vento, ed eguale calma trovava nel canale. La Squadra entrò nel canale ed ultimate le segnalazioni in corso, alle 15:00, si mise in rotta per il Golfo della Spezia in linea di fila alla velocità di 10 miglia all'ora, avendo le torpediniere a sinistra, la 95 S e la 84 S a fianco della 1ª Divisione, e la 105 S e la 60 S a fianco della 3ª Divisione.
Il comandante della Squadra permanente, visto che il barometro e lo stato del tempo in generale accennavano all'arrivo di a probabile futura perturbazione atmosferica, considerato che le torpediniere per la loro velocità e le buone qualità nautiche avrebbero potuto raggiungere l'ancoraggio di La Spezia prima che sopraggiungesse il cattivo tempo, alle 15:55 segnalò loro di raggiungere La Spezia dove era diretta la forza navale.
Le quattro torpediniere, aumentata la velocità di 12 nodi oltrepassavano la testa della Squadra dirigendosi verso il luogo indicato, accostando alquanto a sinistra per trovarsi al cader della notte discosto dalle secche di Vada e della Meloria.
Allontanatesi le torpediniere, alle 16:23 il comandante della Squadra segnalò alle navi maggiori di prepararsi ad entrare in porto, nella convinzione che, per il lento e graduale abbassamento del barometro, e per lo stato del mare e del vento, si potesse raggiungere l'ancoraggio di La Spezia prima ancora che la perturbazione atmosferica si fosse manifestata in tutta la sua forza; tanto più che la distanza da percorrere era di sole 50 miglia.
A quell'ora ed anche dopo fino all'imbrunire, le torpediniere poterono proseguire nella loro rotta senza che il mare e il vento aumentassero di forza. Su nessuna delle navi maggiori all'imbrunire, erano stati presi i provvedimenti in uso in previsione dell'arrivo del cattivo tempo.
Alle 18:11 lo stato del mare si fece improvvisamente grosso e per la violenza del vento dal quarto quadrante, ai comandanti le torpediniere non restava altro che proseguire la rotta a bassa velocità. Alle 18:57 il viceammiraglio Lovere di Maria diede ai comandanti delle torpediniere libertà di manovra per raggiungere l'isola di Gorgona se lo avessero ritenuto conveniente.
Alle 20:00 il comandante della 84 S trovandosi sotto la Gorgona alla distanza di circa un miglio vide una torpediniera non molto distante con il solo fanale bianco di testa d'albero, che subito credette fosse la 60 S, ma poscia ritenne essere la 105 S a causa della viva luce che si scorgeva nell'interno della stessa nave causata dalla illuminazione elettrica, di cui soltanto la 105 S e la 84 S erano fornite. Fu l'ultimo avvistamento noto della 105 S. Alle 20:20 il comandante della 84 S segnalò un'avaria al timone ed il comandante in capo vide la torpediniera proseguire nella rotta, facendo subito segnalare alle altre navi che intendeva assumere libertà di manovra per accorrere in soccorso della 84 S, o altre torpediniere in difficoltà, con la nave ammiraglia. Riflettendo successivamente ai gravi inconvenienti che ne potevano derivare lasciando le altre navi senza guida, annullò il segnale segnalando quindi al Piemonte di scortare la torpediniera in avaria essendo l'unica nave più vicina ed in grado di arrivare subito ed all'occorrenza prestare anche aiuto alle altre torpediniere. Nonostante l'ammiraglio ritenesse che il segnale fosse stato ricevuto dal Piemonte quest'ultimo non lo recepì mai. 
Poco dopo la stessa torpediniera 84 S bruciava la lettera Q, significante uomo in mare per un errore di segnalazione giustificabile per le gravi condizioni in cui operava l'equipaggio, che pochi momenti prima aveva superato grave pericolo che la nave finisse capovolta da un maroso altissimo. 
Dal complesso delle dichiarazioni dei singoli comandanti risulta, che la supposizione più attendibile sulle cause che produssero la perdita della torpediniera 105 S, e che sia naufragata a causa dell'estrema violenza del mare, o per una sopravvenuta avaria che abbia impedito il governo della nave.
Dalle deposizioni dei comandanti le regie navi, nonché dai rapporti del capi posto dei semafori di Gorgona e Campo alle Serre (isola d'Elba) risulta che la bufera, nella notte dal 16 al 17 ottobre si scatenò improvvisamente, senta indicazioni che ne facessero presumere un'intensità tale da raggiungere quasi una tempesta ciclonica, e il cui massimo di intensità fu dalle 20:00 alle 22:00 circa; per cui si ebbe ragione di credere che il naufragio della torpediniera 105 S sia avvenuto in quel periodo di tempo. Gli unici relitti della torpediniera recuperati furono oggetti che usualmente si tenevano in coperta. Con la nave scomparve il comandante, tenente di vascello Giovanni d'Agostino, due ufficiali e 15 tra graduati e marinai. Il giorno dopo, con vento e mare in diminuzione, l'avviso a a ruote Messaggero (comandante capitano di fregata Alberto Isola) condusse lunghe ricerche per individuare eventuali naufraghi nel tratto di mare Livorno-Porto Santo Stefano con esito negativo. Considerata ufficialmente perduta, la torpediniera 105 S sarà radiata dal quadro del naviglio da guerra dello Stato il 7 febbraio 1891.
In data 30 novembre 1890 la Commissione d'inchiesta presso il Tribunale militare marittimo di Venezia composta dal presidente, capitano di corvetta Antonio Gagitardini, dal giudice effettivo tenente di vascello Enrico Delle Piane, dal giudice supplente tenente di vascello Francesco Moro-Lin, e dal sotto-segretario Facchini, dopo aver sentito la relazione dell'ufficiale istruttore tenente di vascello Alemanno Lowley, e visti gli articoli 607 e 465 del Codice penale militare marittimo, dichiarò che la perdita della torpediniera 105 S doveva attribuirsi a forza maggiore, e riconoscendo che non vi fosse stato reato da parte di alcuno, dichiarò non essere luogo a procedere.